# 羅斯海黑角鮟鱇
羅斯海黑角鮟鱇（学名：Melanocetus rossi），又稱羅斯海黑犀魚，為輻鰭魚綱鮟鱇目棘茄魚亞目黑角鮟鱇科的其中一種，為深海魚類，分布於南冰洋的羅斯海海域，棲息深度約420公尺，體長可達11.8公分，生活習性不明，無任何經濟價值。

## 扩展阅读
維基物種上的相關：羅斯海黑角鮟鱇